# Chelonoidis abingdonii
Chelonoidis abingdonii, anomenades en anglès Pinta Island tortoise Pinta Giant Tortoise, Abingdon Island Tortoise, o Pinta Giant Tortoise, és una espècie extinta que va habitar de manera endèmica a l'illa Pinta de les illes Galápagos, a l'Equador. És una de les deu espècies de tortugues gegants nadiues d'aquest arxipèlag.
Va ser descrita per primera vegada per Albert Günther el 1877 i l'espècie es va extingir en morir el seu últim exemplar el 2012. Tot i així, 17 híbrids d'una primera generació van ser descoberts al 2012 al volcà Wolf de l'illa Isabela durant un viatge d'investigadors de la universitat estatunidenca de Yale. Com aquests espècimens eren joves, és possible que els seus pares encara es trobin vius. L'espècie està classificada actualment com a extinta dins la llista vermella d'IUCN.
El terme binomial abingdonii fa referència a l'altre nom amb el qual es coneix a l'illa Pinta: illa Abingdon. Integra el complex d'espècies denominat "complex Chelonoidis nigra".

## Morfologia
Chelonoidis abingdonii està relacionada genèticament amb les espècies de San Cristóbal i Española. La seva cuirassa té la forma d'una cadira de muntar. La part anterior és més estreta i comprimida, i lleument elevada, mentre que la part posterior és més ampla i arrodonida. Donada la seva dieta composta per la vegetació alta de l'illa, el seu coll és allargat i pot elevar-se notablement per aconseguir les branques més elevades.

## Taxonomia

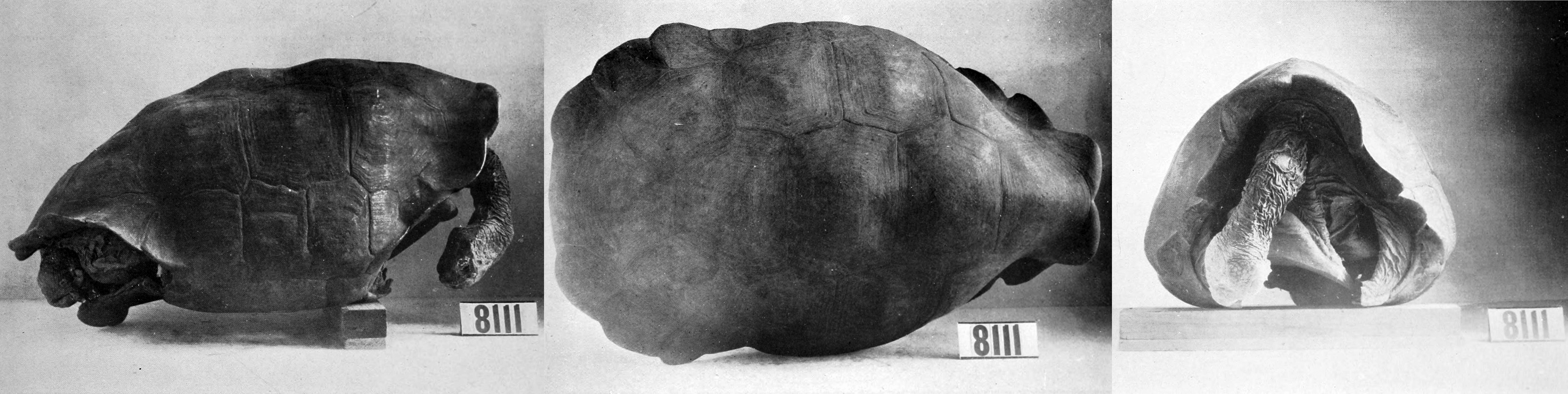
Espècimen mort recollit al 1905–1906.

George el Solitari, juntament amb altres tortugues a l'illa Pinta, pertanyen a un gènere de 21 espècies. Les tortugues gegants es van estendre a la major part dels continents excepte a Austràlia i l'Antàrtida. No només les tortugues de Galápagos continuen sent les tortugues vives més grans, sinó que, a Galápagos, diferents poblacions van sobreviure a diverses localitats.
Diverses de les espècies supervivents de les tortugues Galápagos estan greument en perill. George el Solitari va ser l'exemple perfecte. Es diu que la disminució de la població va començar al segle xvii, a causa de bucaners i caçadors de balenes. Aquests caçaven les tortugues per a usar-les com a font de carn fresca i van matar unes 200.000 tortugues.

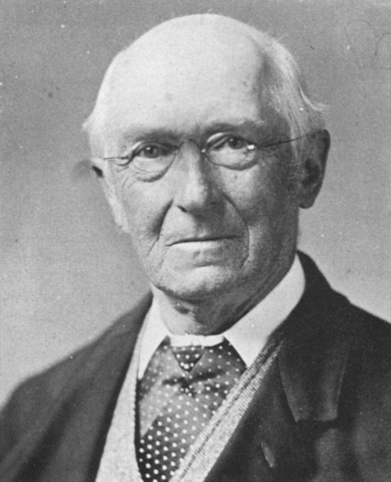
Albert Günther, qui va descriure Testudo abingdonii al 1877.

Aquesta espècie va ser descrita originalment al 1877 per l'herpetologista alemany nascut a Gran Bretanya Albert Günther, qui la va classificar amb el nom Testudo abingdonii, una nova espècie en el seu llibre The Gigantic Land -tortoises (Living and Extinct) a la Col·lecció del British Museum de Londres. L'epítet específic,  abingdonii , deriva de l'illa Abingdon, ara més comunament coneguda com a illa Pinta. El coneixement de la seva existència va ser descobert gràcies a breus declaracions dels viatges del Capità James Colnett al 1798 i Basil Hall al 1822. Al 1876 William Cookson va portar tres espècimens mascles (juntament amb altres espècies de tortugues de les Galápagos) a Londres a bord del vaixell britànic de la marina reial HMS Peterel.
Alguns sinònims de Chelonoidis abingdonii són: Testudo abingdonii Günther, 1877; Testudo elephantopus abingdonii – Mertens i Wermuth, 1955; Geochelone elephantopus abingdonii – Pritchard, 1967; Geochelone nigra abingdonii – Iverson, 1992; Geochelone abingdonii – Valverde, 2004.

### Evolució
L'origen i les relacions sistemàtiques encara no han estat resoltes avui dia; fins i tot van captivar el propi Charles Darwin. Els científics van utilitzar la seqüenciació de l'ADN i van decidir recollir unes tortugues de l'illa de Pinta al 1906. Usant aquest mètode, els resultats van mostrar que els tres millors candidats per a ser els familiars més propers de les tortugues de les Galápagos es troben a Amèrica del Sud. Es tracta de Geochelone denticulata, Geochelone carbonaria, i Geochelone chilensis. Aquestes tres espècies són espècies no extingides.

## Comportament i ecologia
Durant la seva estada a l'illa, la tortuga Galápagos, inclosa l'espècie de l'illa Pinta, va ser observada moltes vegades i es va concloure que les tortugues descansen unes 16 hores al dia. Les tortugues de Galápagos són herbívors que s'alimenten principalment d'herbes, fruites autòctones i cactus. Aquestes també prenen quantitats abundants d'aigua que poden emmagatzemar dins el cos durant llargs períodes i utilitzar-les més tard. Segons els informes, poden sobreviure fins a sis mesos sense menjar ni beure.
Quant a la cria, les tortugues eren més actives durant la "temporada calenta" (de gener a maig) i després, durant la temporada freda (de juny a novembre), emigraven a les zones de nidificació per tal de tenir la descendència.
L'esforç per conservar les espècies amb l'objectiu d'augmentar la biodiversitat és un aspecte molt important de la vida amb valors econòmics, socials i culturals, a més d'indulgència filogenètica, biogeogràfica, ecològica i demogràfica. Les tortugues gegants de Galápagos proporcionen un bon exemple d'això, ja que representen els millors "megaherbívors" que ajuden a formar els particulars ecosistemes de les Galápagos. Proporcionen serveis necessaris per als ecosistemes per mitjà de la dispersió de llavors i la seva contribució ecològica a través de l'herbivorisme. A causa de l'extinció de molts d'aquests grans herbívors, el funcionament dels ecosistemes ha empitjorat a tot el món.

### Dispersió de les llavors
A l'illa Santa Cruz, a prop del centre geogràfic de Galápagos, hi va haver un estudi de Blake et al. sobre la dispersió de llavors per part de les tortugues de Galápagos. Per tal de determinar el nombre de llavors propagades, van identificar i comptar llavors intactes a partir de 120 piles de femta fresques, tant al terreny agrícola com al natural. Per obtenir la distància que eren mogudes les llavors per part de les tortugues, van utilitzar un temps estimat de retenció digestiva de tortugues captives com a referència per als temps de retenció de les tortugues salvatges; i les dades per al seguiment de les tortugues es van obtenir per mitjà de la telemetria GPS.
Els assaigs de germinació es van administrar per a cinc espècies vegetals per determinar si l'èxit de la germinació va ser influenciat per les tortugues. Els resultats van demostrar que hi havia més de 45 llavors de plantes encara intactes. En general, les tortugues van defecar 464 (SE 95) i 2,8 (SE 0,2) espècies per pila de fem. Les llavors es van trobar a llargues distàncies d'on les tortugues les havien transportades. Tanmateix, no es va trobar evidència que la ingestió per part de la tortuga o la presència d'excrements influïssin en l'èxit de la germinació de les llavors. Es va concloure que les tortugues de les Galápagos són importants disseminadors de llavors, transportant regularment una gran quantitat d'aquestes a grans distàncies. Caldria fer una investigació més àmplia per quantificar l'èxit de la germinació, i la demografia de les plantes en condicions naturals, amb i sense dispersió per part de la tortuga, per determinar l'efectivitat real de la dispersió de les llavors de les tortugues Galápagos.

## George el Solitari

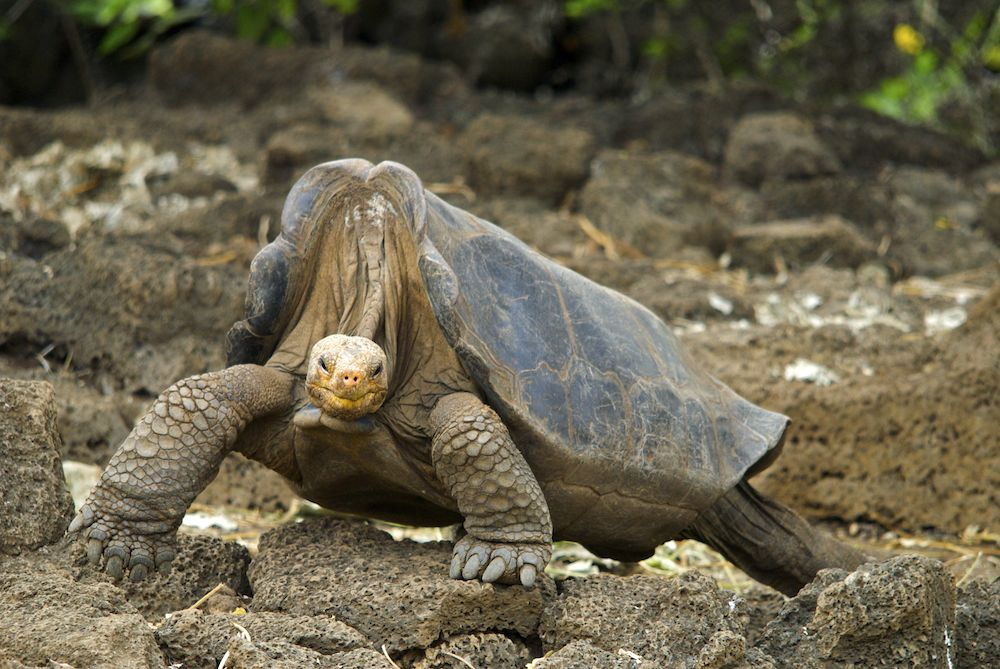
George el Solitari fent un passeig al 2008

L'exemplar mascle conegut como el Solitari George va ser l'últim individu viu d'aquesta espècie. El 1972 va ser trobat a l'illa Pinta per uns caçadors de cabres, i se li va posar aquest nom presumptament pel personatge que va interpretar l'actor George Gobel. El van traslladar a l'Estació Científica Charles Darwin, on George va ser tancat juntament amb dos femelles d'una espècie similar (Chelonoidis becki, del volcà Wolf), amb l'esperança de que els seus gens fossin retinguts a la seva descendeècia.
S'estima que George va néixer entre 1903 i 1919 (les tortugues de Galápagos poden viure entre 80 i 130 anys o més). Es va completar un perllongat esforç per a treure les cabres introduïdes a l'illa de George, i ja la vegetació de l'illa està tornant a ser el que era antes. S'esperaba que George tingués germans en l'illa Pinta i se'ls va buscar perquè l'espècie persistís. També era possible un creuament amb una espècie similar. Es va arribar a oferir als parcs zoològics una recompensa de 10.000 dólars per la confirmació d'una femella a l'illa Pinta.

### Esforços de conservació

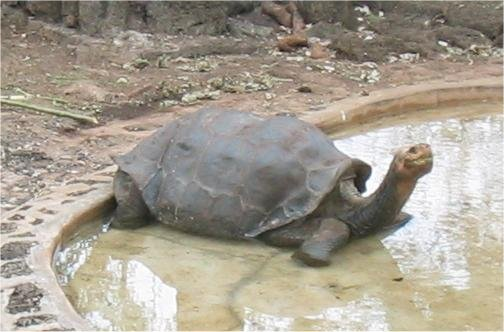
George el Solitari al centre de Recerca Charles Darwin

Des del 1958, les cabres que van ser introduïdes a l'illa Pinta deixaven a les tortugues sense aliment, la qual cosa va fer que disminuís molt la població de tortugues gegants. Des de llavors, es va iniciar un prolongat esforç per exterminar les cabres a l'illa. A mesura que disminuïen les poblacions de cabres, la vegetació va experimentar una sorprenent recuperació. Els arbres petits van començar a regenerar-se dels ceps deixats per les cabres. Les espècies arbustives de les muntanyes, les plàntules d'arbres forestals, el cactus d'Opuntia i altres espècies endèmiques van augmentar. El 2003, l'illa de Pinta va ser declarada "lliure de cabres".
Durant l'any 2008, es va descobrir que les femelles que acompanyaven a George el Solitari havien post un total de setze ous; no obstant això, cap va resultar ser fèrtil. L'any 2009, es van descobrir cinc nous ous igualment infèrtils; el que va acabar amb les esperances de salvar l'espècie de l'extinció total.
A més dels esforços actuals de conservació, com l'eliminació de poblacions de cabra a Galápagos, s'ha fet un nou esforç per a reviure una sèrie d'espècies de tortuga de les Galápagos. Hi ha una nova informació que indica que actualment hi ha al voltant de 1700 descendents que viuen a la zona de Galápagos, descendents de 12 femelles i 3 mascles de tortuga. Molts d'aquests també coincideixen amb espècies de tortuga de Galápagos, com la tortuga vital de l'illa Pinta de Galápagos. Les estadístiques també mostren que, en comparació amb un percentatge d'incubació del 3% al 2004, 3 anys més tard es va enregistrar una taxa d'incubació del 24%, que va conduir a un augment sense precedents de la població de tortugues. Això també demostra que el nombre d'animals d'una espècie pot augmentar malgrat la variació genètica.

### Extinció de l'espècie
Al segle xix els vaixells s'emportaven centenars de tortugues perquè eren una bona font de menjar, la qual cosa va disminuir la seva població fins a portar-la a l'extinció. Després d'una llarga vida, George el Solitari va morir el dia 24 de juny de 2012; això va donar lloc a l'extinció d'aquesta espècie.
Aquell dia, el parc nacional Galápagos va anunciar la seva mort al seu compte de Twitter, amb el següent missatge:
| «                                                                 | «La DPNG lamenta informar que el #SolitariGeorge, últim individu de l'espècie de l'illa Pinta ha mort. Es practicarà necròpsia». | » |
| — La Direcció del Parc Nacional Galápago al seu compte de Twitter | |   |

 Segons la direcció del parc, a les 08:00 hs, el seu company i cuidador Fausto Llerena el va trobar mort al seu corral. El cos de George el Solitari estava en posició com dirigint-se a l'abeurador. Inicialment els experts encarregats presumeixen una aturada cardíaca; però la necròpsia ha indicat que George el Solitari va morir per causes naturals.

### Possibles espècimens vius
Al 2006 Peter Pritchard, una de les autoritats més importants del món en les tortugues de Galápagos, va suggerir que una tortuga mascle que residia al Zoo de Praga podria ser una tortuga de l'illa Pinta a causa de la seva closca amb estructura de petxina. No obstant això, l'anàlisi posterior de l'ADN va revelar que era més probable que fos de l'illa Pinzón, llar de l'espècie C. duncanensis.
Al maig de 2007, l'anàlisi de microsatèl·lits (seqüències d'ADN) va suggerir que els individus d'un grup de C. abingdonii encara podrien existir a l'illa Isabela. Els investigadors van identificar una tortuga mascle de la regió del Volcà Wolf, que té la meitat dels seus res en comú amb l'espècie del Solitari George. Es sospita que aquest animal sigui el resultat d'una primera generació entre les espècies de les illes Isabela i Pinta. Una tortuga Pinta pura possiblement resideix entre les 2.000 tortugues de l'illa d'Isabela.
| « | La identificació de vuit individus d'origen ancestral mixt dels només 27 individus dels que es va prendre mostres (la població estimada del Volcà Wolf es d'entre 1,000 i 2,000 individus)… suggereix la necessitat de muntar de manera immediata un estudi comprensiu per tal de buscar individus addicionals d'origen ancestral de l'illa de Pinta. | » |

Un recent viatge a Isabela per part dels investigadors de la Universitat Yale va revelar que hi ha 17 híbrids de primera generació que viuen al volcà Wolf. Els investigadors planejaren tornar a l'illa Isabela a la primavera de 2013 per a buscar supervivents a l'illa Pinta i intentar recol·lectar híbrids, amb la intenció de començar un programa de captura selectiva per a, amb sort, poder reintroduir les tortugues Pinta a la seva illa nadiua.